# Rainer Basedow
Rainer Basedow, talvolta accreditato come Reiner Basedow (Mühlhausen, 20 maggio 1938 – Salisburgo, 15 maggio 2022), è stato un attore e doppiatore tedesco.

## Biografia
Rainer Basedow nacque a Mühlhausen, in Turingia, il 20 maggio 1938. Come attore, tra cinema e televisione, ha partecipato a oltre 150 differenti produzioni a partire dall'inizio degli anni sessanta. Tra i suoi ruoli più famosi, figura quello di Kalle Schneidewind nella serie televisiva Guardia costiera (1997-2012).
Come doppiatore, ha prestato la propria voce ad attori quali Paul Bartel, Ned Beatty, John Belushi, Mel Brooks, Kevin Conway, John Cothran Jr., Attilio Duse, Troy Evans, John Goodman, Ken Jenkins, Michael Lerner, Fred Personne, Jon Polito, Randy Quaid, Anthony Russell, Ernie Sabella, Jeffrey Tambor, Fred Dalton Thompson, Jack Warden, ecc.

## Filmografia parziale

### Cinema
- Wilder Reiter GmbH (1967)
- Heisses Pflaster Köln (1967)
- Spur eines Mädchens (1967)
- Il più grande colpo della malavita americana (1968)
- Quartett im Bett (1968)
- Riuscirà la nostra cara amica a rimanere vergine fino alla fine della nostra storia? (1969)
- L'uomo dal pennello d'oro, regia di Franz Marischka (1969)
- Femmine insaziabili, regia di Alberto De Martino (1969)
- Professione bigamo, regia di Franz Antel (1969)
- Quante belle serafine per le strade cittadine (1969)
- Favole calde... per svedesi bollenti (1970)
- L'homme qui vient de la nuit (1971)
- F.B.I. Operazione Pakistan, regia di Harald Reinl (1971)
- Quante volte... quella notte, regia di Mario Bava (1972)
- Ore di terrore, regia di Robert Bradley (1972)
- Allarme a Scotland Yard: 6 omicidi senza assassino! (1972)
- Lina Braake (1975)
- Bitte laßt die Blumen leben, regia di Duccio Tessari (1986)

### Televisione
- Die Abrechnung - film TV (1963)
- Rückkehr von den Sternen - film TV (1965)
- Das Kriminalmuseum - serie TV, 1 episodio (1967)
- Tee und etwas Sympathie - film TV (1967)
- Das Kriminalmuseum - serie TV, 1 episodio (1967)
- Der Sog - film TV (1968)
- Das Kriminalmuseum - serie TV, 1 episodio (1968)
- Der Kommissar - serie TV, 1 episodio (1969)
- Olympia - Olympia - film TV (1971)
- Tatort - serie TV, 1 episodio (1972)
- Rabe, Pilz & dreizehn Stühle - serie TV (1972)
- Tatort - serie TV, 1 episodio (1973)
- Die Gräfin von Rathenow - film TV (1973)
- Tatort - serie TV, 1 episodio (1973)
- Deux ans de vacances - miniserie TV (1974)
- Der Kommissar - serie TV, 1 episodio (1975)
- L'ispettore Derrick - serie TV, 1 episodio (1975)
- Plattenküche - serie TV (1976-1977)
- Notarztwagen 7 - serie TV, 1 episodio (1977)
- Polizeiinspektion 1 - serie TV, 1 episodio (1977)
- Il commissario Köster - serie TV , 1 episodio (1979)
- Tatort - serie TV, 1 episodio (1979)
- Polizeiinspektion 1 - serie TV, 1 episodio (1980)
- Il commissario Köster - serie TV , 1 episodio (1984)
- Ein Heim für Tiere - serie TV, 1 episodio (1986)
- Il commissario Köster - serie TV , 1 episodio (1986)
- Ein Heim für Tiere - serie TV, 1 episodio (1987)
- SOKO 5113 - serie TV, 1 episodio (1989)
- Al di qua del paradiso - serie TV, 1 episodio (1989)
- La signora col taxi - serie TV, 1 episodio (1989)
- Faber l'investigatore - serie TV, 1 episodio (1992)
- Stefanie - serie TV, 1 episodio (1997)
- Guardia costiera (Küstenwache) - serie TV, 129 episodi (1997-2012)
- Un caso per due - serie TV, 1 episodio (2000)
- Il nostro amico Charly - serie TV, 1 episodio (2002)
- Der Heiland auf dem Eiland - serie TV, 14 episodi (2004-2005)
- Mein Vater und ich - film TV (2005)
- 14º Distretto - serie TV, 1 episodio (2006)
- Alles über Anna  - serie TV, 9 episodi (2006)
- Il medico di campagna - serie TV, 1 episodio (2007)
- Die Machtergreifung - film TV (2012)

## Doppiatori italiani
- Silvio Anselmo in Guardia costiera[5]